# Hanumana
Hanumana è una suddivisione dell'India, classificata come nagar panchayat, di 14.873 abitanti, situata nel distretto di Rewa, nello stato federato del Madhya Pradesh. In base al numero di abitanti la città rientra nella classe IV (da 10.000 a 19.999 persone).

## Geografia fisica
La città è situata a 24° 47' 47 N e 82° 05' 47 E.

## Società

### Evoluzione demografica
Al censimento del 2001 la popolazione di Hanumana assommava a 14.873 persone, delle quali 7.797 maschi e 7.076 femmine. I bambini di età inferiore o uguale ai sei anni assommavano a 2.789, dei quali 1.423 maschi e 1.366 femmine. Infine, coloro che erano in grado di saper almeno leggere e scrivere erano 7.862, dei quali 4.970 maschi e 2.892 femmine.